# Alfred Dunhill
Alfred Dunhill est une marque anglaise de luxe, spécialisée dans  le prêt-à-porter, les vêtements pour homme, la maroquinerie et les accessoiress. Fondée en 1893 par Alfred Dunhill, elle appartient au groupe de luxe suisse Richemont depuis 1999.
Les pipes Dunhill étaient notamment appréciées par Staline, par Sadate.[réf. nécessaire]

## Lien externe

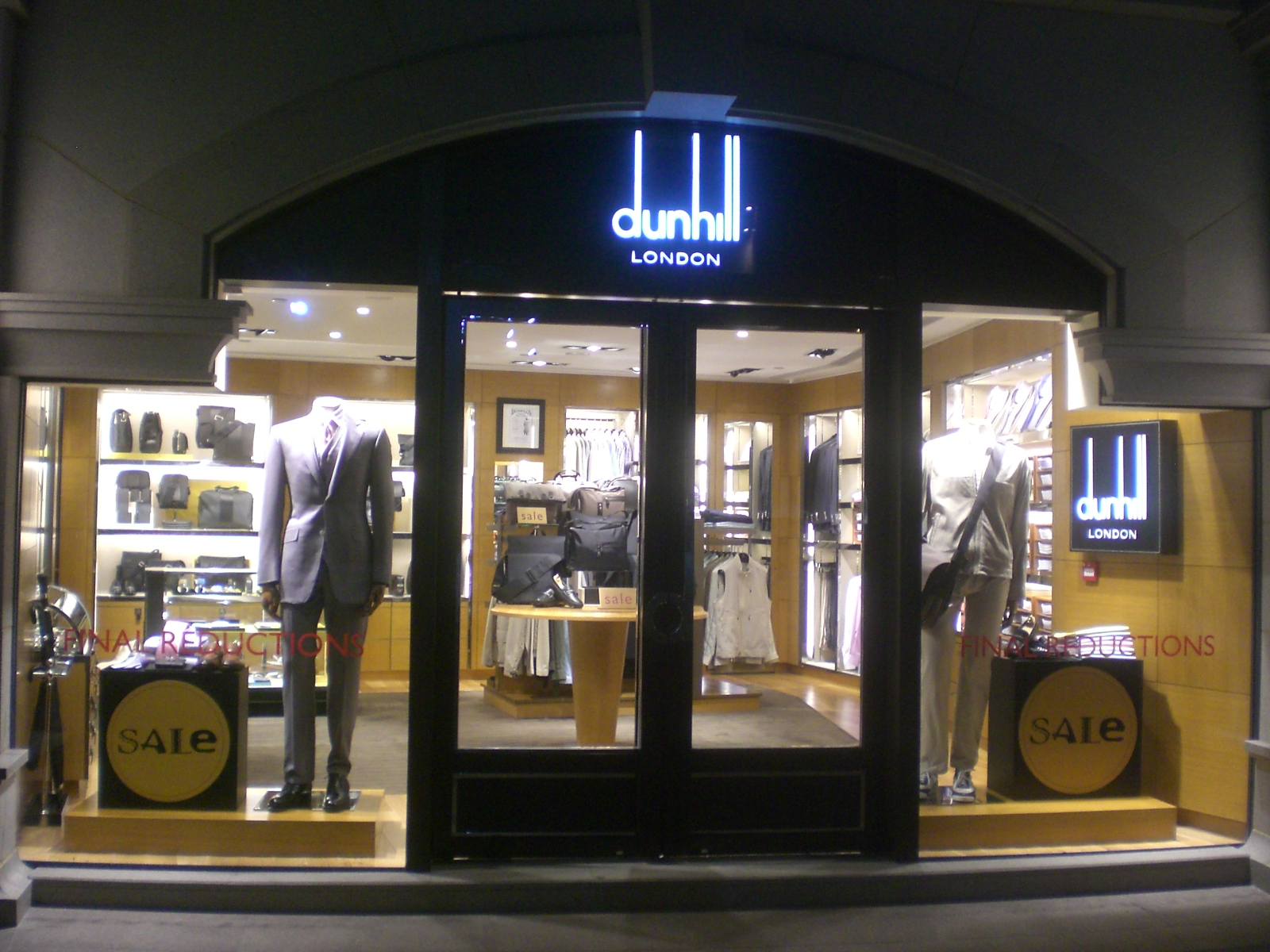
Un magasin Dunhill à Hong Kong.